# Hornbek
Hornbek là một đô thị thuộc huyện Lauenburg, trong bang Schleswig-Holstein, nước Đức. Đô thị Hornbek có diện tích 5,89 km², dân số thời điểm 31 tháng 12 năm 2006 là 176 người. 